# Modern Combat 2: Black Pegasus
Modern Combat 2: Black Pegasus è un videogioco sviluppato e pubblicato dalla Gameloft il 4 ottobre 2010 per iOS, Android, Xperia Play e BlackBerry PlayBook. È il sequel del videogioco del 2009 Modern Combat: Sandstorm e dispone di nuovi ambienti, grafica aggiornata e di un multiplayer migliorato. Un sequel è stato pubblicato nel 2011, intitolato Modern Combat 3: Fallen Nation. Seguito poi nel 2012 da Modern Combat 4: Zero Hour e nel 2014 Modern Combat 5: Blackout.
Si tratta di uno sparatutto in prima persona incentrato sulla lotta al terrorismo, dove il protagonista, dopo aver ucciso Abu Bahaa (un pezzo grosso del terrorismo) nel primo capitolo è alle prese con i suoi soci ed i suoi clienti. Il gioco vedrà il protagonista muoversi in ambienti molto ostili e combattere sia contro unità della fanteria sia contro mezzi blindati, come carri armati ed elicotteri.
Nel gioco ci sono molte ambientazioni, ed è possibile giocare anche online in modalità multiplayer.